# Yeghegnut, Lori
Yeghegnut là một đô thị thuộc tỉnh Lori, Armenia. Dân số ước tính năm 2011 là 875 người.